# Нузгер
Нузгер (азерб. Nüzgər) — село в Куйджакской административно-территориальной единице Джебраильского района Азербайджана, расположенное на приаракской равнине, в 17 км к востоку от города Джебраил.

## Топонимика
В «Энциклопедическом словаре топонимов Азербайджана» высказано предположение о том, что название села происходит от персидского слова «нейзар», означающего «заросли камышей». На территории села и сегодня имеются участки, обросшие камышами.

## История
Село было основано выходцами из Иранского Азербайджана на обросшем камышами месте развалин старого села под названием «дома Гаргуна».
В годы Российской империи село Нузгер входило в состав Джебраильского уезда Елизаветпольской губернии.
В советские годы село входило в состав Джебраильского района Азербайджанской ССР. В результате Первой карабахской войны в августе 1993 года перешло под контроль непризнанной Нагорно-Карабахской Республики и согласно её административно-территориальному делению, входило в состав Гадрутского района.
27 сентября 2020 года в ходе конфликта в Нагорном Карабахе Министерство обороны Азербайджана сообщило об освобождении села Нузгер. Позднее BBC сообщало, что все взятые, по данным Азербайджана, на юге сёла, судя по спутниковым снимкам, лежат в руинах и полностью или почти полностью заброшены с тех пор, как в начале 1990-х азербайджанское население их покинуло, спасаясь от наступавших армян.

## Население
По данным «Свода статистических данных о населении Закавказского края, извлеченных из посемейных списков 1886 года» в селе Нузгер Куйджагского сельского округа Джебраильского уезда было 47 дымов и проживало 202 азербайджанца (указаны как «татары»), которые были крестьянами.
По данным «Кавказского календаря» на 1912 год в селе Нузгер Карягинского уезда проживало 394 человека, в основном азербайджанцев, указанных в календаре как «татары».